# Boêmios do Laguinho
A Associação Universidade de Samba Boêmios do Laguinho é uma escola de samba do carnaval do Amapá. Sua sede fica na cidade de Macapá, no bairro do Laguinho.

## História
Foi fundada em 2 de janeiro de 1954, por um grupo de boêmios reunidos em uma residência da avenida Mãe Luzia, no bairro do Laguinho. Na reunião de fundação, estiveram presentes Mestre Bené, Francisco Lino da Silva, Cabecinha, Mestre Falconeri, Joaquim Ramos, Chicão Ramos, Ubiraci Picanço, Nonato Sena, Matapi, Martinho Ramos, entre outros. Teve como primeiro presidente Benedito dos Passos, o Mestre Bené.
Em 1963, sagrou-se campeã do primeiro carnaval de rua oficial do Amapá.
É a agremiação carnavalesca com o maior número de títulos da história do carnaval amapaense: 17 no total, sendo dezesseis no Primeiro Grupo (1963, 1964, 1965, 1974, 1976, 1977, 1979, 1980, 1982, 1984, 1986, 1992, 1994, 1995, 2001 e 2010) e um no Segundo Grupo (1999).

## Segmentos

### Presidentes
| Período      | Nome                              | Ref.  |
| ------------ | --------------------------------- | ----- |
| Fundação - ? | Benedito dos Passos "Mestre Bené" | [ 2 ] |
| ?- 2000      | Daiana Ronieli Ramos dos Santos   | [ 3 ] |
| Atualidade   | Francisco Lino da Silva           |       |

### Presidentes de honra
| Período      | Nome                    | Ref.  |
| ------------ | ----------------------- | ----- |
| ?-atualidade | Francisco Lino da Silva | [ 4 ] |

### Diretores
| Ano  | Diretor de Carnaval | Diretor geral de harmonia                                               | Mestre de bateria | Ref.  |
| ---- | ------------------- | ----------------------------------------------------------------------- | ----------------- | ----- |
| 2014 | Cláudio Rogério     | Roberto Bauer Carlos Piru Cláudio Sena Adílio Palheta Ordenildo Vilhena | Carlinhos Bababá  | [ 4 ] |
| 2015 |                     |                                                                         |                   |       |

### Coreógrafo
| Ano               | Nome             | Ref.  |
| ----------------- | ---------------- | ----- |
| 2014 - Atualidade | Jedean Gonçalves | [ 4 ] |

### Casal de Mestre-sala e Porta-bandeira
| Ano  | Nome                                     | Ref.  |
| ---- | ---------------------------------------- | ----- |
| 2013 | Janderson Chocolate e Alessandra Azevedo | [ 4 ] |
| 2014 | Janderson Chocolate e Alessandra Azevedo |       |
| 2015 | Janderson Chocolate e Alessandra Azevedo |       |

### Rainhas de bateria
| Período     | Nome       | Ref.  |
| 2013 - 2014 | Nega Vânia | [ 5 ] |
| 2015        |            |       |

## Carnavais
| Ano                                                          | Colocação   | Grupo    | Enredo                                                                                 | Carnavalesco | intérprete | Ref.          |
| ------------------------------------------------------------ | ----------- | -------- | -------------------------------------------------------------------------------------- | --- | ---------- | ------------- |
| 1963                                                         | Campeã      | Especial |                                                                                        | |            | [ 6 ]         |
| 1964                                                         | Campeã      | Especial |                                                                                        | |            | [ 6 ]         |
| 1967                                                         | Campeã      | Especial |                                                                                        | |            | [ 6 ]         |
| 1969                                                         | Campeã      | Especial |                                                                                        | |            | [ 6 ]         |
| 1970                                                         | Campeã      | Especial |                                                                                        | |            | [ 6 ]         |
| 1974                                                         | Campeã      | Especial |                                                                                        | |            | [ 6 ]         |
| 1975                                                         | Campeã      | Especial | Fortaleza, o Atalaia da Amazônia                                                       | |            | [ 6 ]         |
| 1977                                                         | Campeã      | Especial |                                                                                        | |            | [ 6 ]         |
| 1979                                                         | Campeã      | Especial |                                                                                        | |            | [ 6 ]         |
| 1980                                                         | Campeã      | Especial |                                                                                        | |            | [ 6 ]         |
| 1982                                                         | Campeã      | Especial |                                                                                        | |            | [ 6 ]         |
| 1984                                                         | Campeã      | Especial |                                                                                        | |            | [ 6 ]         |
| 1986                                                         | Campeã      | Especial |                                                                                        | |            | [ 6 ]         |
| 1992                                                         | Campeã      | Especial | Que Fim Levaram as Nossas Pedras?                                                      | |            | [ 6 ]         |
| 1994                                                         |             | Especial | Boêmios 40 Carnavais                                                                   | |            |               |
| 1995                                                         | Campeã      | Especial | Brasil ou França: O Dilema da Anexação                                                 | |            | [ 6 ]         |
| 1996                                                         | Vice-campeã | Especial | Nas Ondas do Rádio Eles escreveram a História                                          | |            |               |
| 1997                                                         | 3º lugar    | Especial | Mar Acima, Mar Abaixo, DE Ladrão em Ladrão A Saga de uma Nação                         | |            |               |
| 1998                                                         | 5º lugar    | Especial | O Lendário Amazônico no Advento do 3º Milênio                                          | |            |               |
| 1999                                                         | Campeã      | Acesso   | O Despertar de uma Nação                                                               | |            | [ 6 ]         |
| 2000                                                         | 3º lugar    | Especial | Os Castanheiros no Balanço da Nação Negra                                              | |            |               |
| 2001                                                         | Campeã      | Especial | Lendas e Contos da Floresta na Era do @.com                                            | |            | [ 6 ]         |
| 2002                                                         | Vice-campeã | Especial | Menestrel da Nação Negra, Mestre de Todas as Gerações                                  | |            | [ 6 ]         |
| 2003                                                         | Vice-campeã | Especial | Rua da Praia, Porto Esperança, Portal Hospitaleiro                                     | |            |               |
| 2004                                                         | Vice-campeã | Especial | O Verbo Se Fez Nação Negra e Floresceu Entre Nós                                       | |            | [ 6 ]         |
| Não ocorreu desfile em 2005 e a escola não desfilou em 2006. |             |          |                                                                                        | |            |               |
| 2007                                                         | Vice-campeã | Especial | Entre Aromas de Açucena e Cheiro de Mulata, a Fé de uma Nação nos Milagres da Natureza | |            | [ 6 ]         |
| 2008                                                         | Vice-campeã | Especial | Maravilhosa Macapá: Minha Jóia, Jóia Minha                                             | |            | [ 6 ]         |
| 2009                                                         | 3º lugar    | Especial | Lindo Grão-Pará: Meu Coração Vermelho e Branco que Ver-o-Peso da Terra de Fafá         | |            |               |
| 2010                                                         | Campeã      | Especial | Índio que te quero lindo                                                               | |            | [ 7 ]         |
| Em 2011 não ocorreu desfile.                                 |             |          |                                                                                        | |            |               |
| 2012                                                         | 2º lugar    | Especial | Laguinho África minha, cantos e revoadas de dois poetas geniais.                       | |            | [ 8 ]         |
| 2013                                                         | 3º lugar    | Especial | Nação Pernambucália: Um frevo no meio do mundo                                         | |            | [ 9 ]         |
| 2014                                                         | Campeã      | Especial | É Boêmia, Amor                                                                         | Cid Carvalho André Cezari Rodrigo Ferreira Márcio Pessoah Vicente Cruz Célio Alício Alan Sales Cláudio Baia Jane Picanço Roberto Bauer |            | [ 10 ] [ 11 ] |
| 2015                                                         | Vice-campeã | Especial | Gaúcho Sou Bamba, a Nação Negra nos Pampas!                                            | André Cezari Rodrigo Ferreira Márcio Pessoah Vicente Cruz Célio Alício Alan Sales Cláudio Baia Jane Picanço Roberto Bauer              | Macunaíma  | [ 12 ]        |
| 2016                                                         |             | Especial |                                                                                        | |            |               |